# Список найкращих бомбардирів збірної Франції з футболу
Список найкращих бомбардирів збірної Франції з футболу. У цьому списку представлено 25 найкращих бомбардирів збірної Франції з футболу.
- Нині грають за збірну: 2
- Завершили кар'єру: 23
- Дані станом за 19 липня 2025

| Nº | Ім'я            | Дата народження   | Роки за збірну | Матчі | Голи |
| -- | --------------- | ----------------- | -------------- | ----- | ---- |
| 1  | Олів'є Жіру     | 30 вересня 1986   | 2011 — 2024    | 137   | 57   |
| 2  | Тьєррі Анрі     | 17 серпня 1977    | 1997 — 2010    | 123   | 51   |
| 3  | Кіліан Мбаппе   | 20 грудня 1998    | 2017 — зараз   | 90    | 50   |
| 4  | Антуан Грізманн | 21 березня 1991   | 2014 — зараз   | 137   | 44   |
| 5  | Мішель Платіні  | 21 червня 1955    | 1976 — 1987    | 72    | 41   |
| 6  | Карім Бензема   | 19 грудня 1987    | 2007 — 2022    | 97    | 37   |
| 7  | Давід Трезеге   | 15 жовтня 1977    | 1998 — 2008    | 71    | 34   |
| 8  | Зінедін Зідан   | 23 червня 1972    | 1994 — 2006    | 108   | 31   |
| 9  | Жуст Фонтен     | 18 серпня 1933    | 1953 — 1960    | 21    | 30   |
| 10 | Жан-П'єр Папен  | 5 листопада 1963  | 1986 — 1995    | 54    | 30   |
| 11 | Юрій Джоркаєфф  | 9 березня 1968    | 1993 — 2002    | 82    | 28   |
| 12 | Сільвен Вільтор | 10 травня 1974    | 1999 — 2006    | 92    | 26   |
| 13 | Жан Венсан      | 29 листопада 1930 | 1953 — 1961    | 46    | 22   |
| 14 | Жан Ніколя      | 9 червня 1913     | 1933 — 1938    | 25    | 21   |
| 15 | Поль Ніколя     | 4 листопада 1899  | 1920 — 1931    | 35    | 20   |
| 16 | Ерік Кантона    | 24 травня 1966    | 1987 — 1995    | 45    | 20   |
| 17 | Жан Баратт      | 7 червня 1923     | 1944 — 1952    | 32    | 19   |
| 18 | Роже П'янтоні   | 26 грудня 1931    | 1952 — 1961    | 37    | 18   |
| 19 | Раймон Копа     | 13 жовтня 1931    | 1952 — 1962    | 45    | 18   |
| 20 | Франк Рібері    | 7 квітня 1983     | 2006 — 2014    | 81    | 16   |
| 21 | Лоран Блан      | 19 листопада 1965 | 1989 — 2000    | 97    | 16   |
| 22 | Ежен Маєс       | 15 вересня 1890   | 1911 — 1913    | 11    | 15   |
| 23 | Домінік Рошто   | 14 січня 1955     | 1975 — 1986    | 49    | 15   |
| 24 | Еміль Венант    | 12 червня 1907    | 1929 — 1940    | 24    | 14   |
| 25 | Ніколя Анелька  | 14 березня 1979   | 1998 — 2010    | 69    | 14   |